# Markus Ruf
Markus Ruf, né le 6 août 1959 à Langenthal, est une personnalité politique suisse membre des Démocrates suisses.

## Biographie
Élu au conseil communal de la ville de Berne en 1982 puis au Grand Conseil du canton de Berne de 1982 à 1984 puis de 1986 à 1993, il est également élu au Conseil national de 1983 à 1999.